# مارك مونتانو
مارك مونتانو (بالإنجليزية: Mark Montano)‏ هو صحفي وفنان أمريكي، ولد في 12 يونيو 1965.

## وصلات خارجية
- الموقع الرسمي